# Distylium racemosum

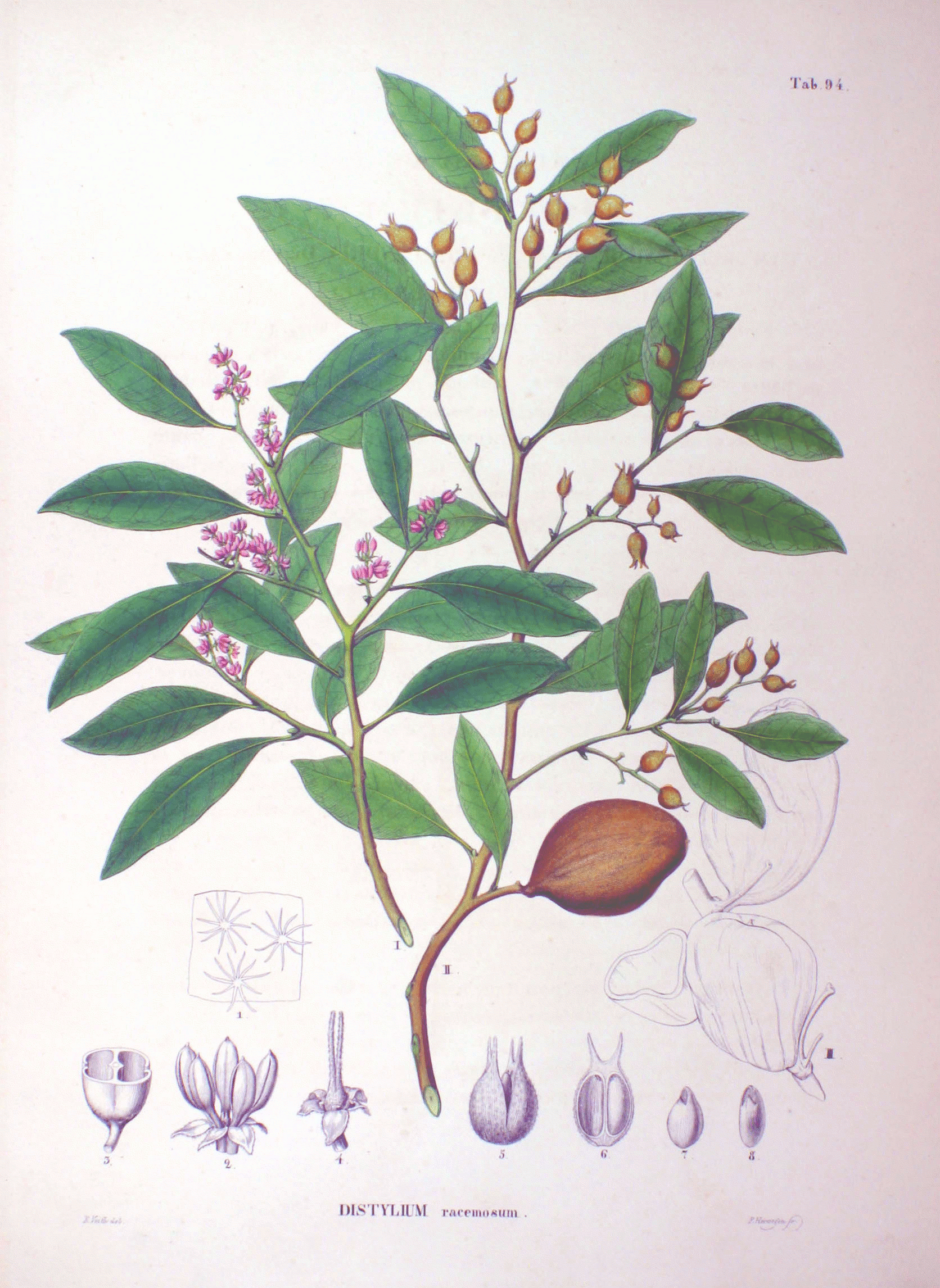
Illustration zur Erstbeschreibung aus Philipp Franz von Siebold und Joseph Gerhard Zuccarini: Flora Japonica, 1, Tafel 94, Tafelband 1870

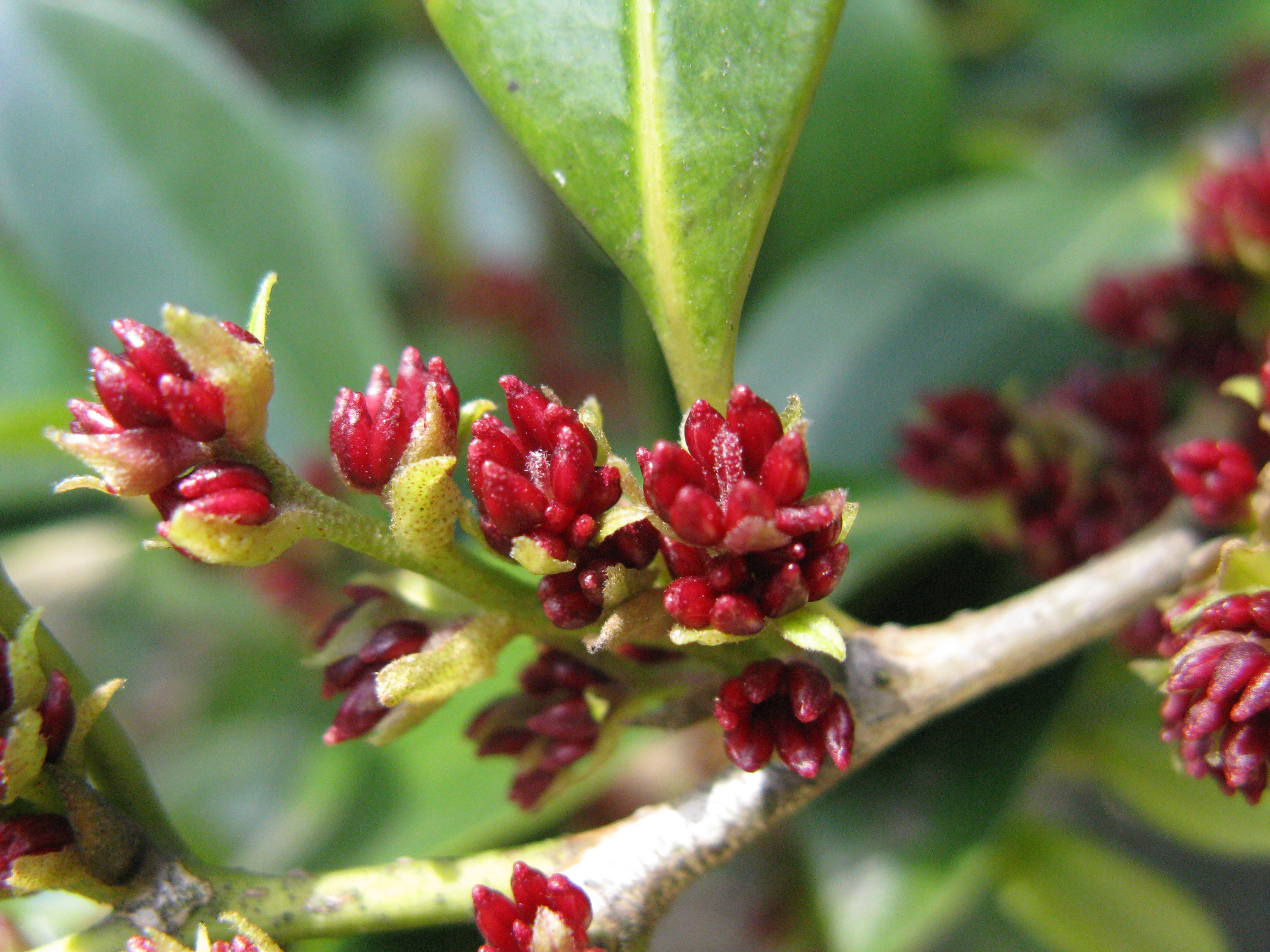
Blütenstand mit Blüten, bei denen die roten Staubbeutel gut erkennbar sind

Distylium racemosum oder der Gemeine Doppelgriffel ist eine Pflanzenart aus der Familie der Zaubernussgewächse (Hamamelidaceae). Sie ist in China, Taiwan, Korea und Japan beheimatet. Ihr hartes Holz wird genutzt.

## Beschreibung

### Erscheinungsbild, Rinde und Blatt
Distylium racemosum wächst als immergrüner Baum oder Strauch, der Wuchshöhen von bis zu 2–3 m (bis 20 m)  erreicht. Die Rinde junger Zweige ist mit Sternhaaren bedeckt, später wird sie dunkelbraun und kahl. Die bräunliche Borke ist relativ glatt bis feinfurchig.
Die wechselständig an den Zweigen angeordneten Laubblätter sind in Blattstiel und -spreite gegliedert. Der 5 bis 10 mm lange Blattstiel ist spärlich mit Sternhaaren bedeckt. Die einfache, ledrige und dickliche, kahle Blattspreite ist mit einer Länge von 3 bis 7 cm und einer Breite von 1,5 bis 3,5 cm eiförmig bis elliptisch, lanzettlich oder verkehrt-eiförmig mit einer spitzen Spreitenbasis und einer mehr oder weniger spitzen oder rundspitzigen Spitze, der Blattrand ist ganz. Es befinden sich auf jeder Seite des Hauptnerves fünf oder sechs Seitennerven und die Netznerven sind auf beiden Blattseiten kaum erkennbar. Es sind Nebenblätter vorhanden.

### Blütenstand und Blüte
Die Blütezeit reicht von April bis Juni. Bei Distylium racemosum ist Andromonözie vorhanden, es befinden sich männliche und zwittrige Blüten auf einem Exemplar. Der seitenständige Blütenstand ist kahl. Die Deckblätter sind mit einer Länge von 2 bis 3 mm lanzettlich.
Die Blüten besitzen keine Blütenhüllblätter, sie sind meistens von Deckblättern unterlegt. Die Staubblätter besitzen nur 1,5 bis 2 mm lange Staubfäden und auffällig, große rote Staubbeutel. Zwei Fruchtblätter sind zu einem oberständigen, zweikammerigen Fruchtknoten verwachsen, der mit Sternhaaren wollig bedeckt ist. In jeder Fruchtkammer befindet sich nur eine Samenanlage. Es sind zwei freie, genäherte und schlanke, 6 bis 7 mm lange Griffel mit langen, auslaufenden und roten Narben vorhanden, die auch später an der Frucht sichtbar sind; daher der Gattungsname Distylium, der sich aus den griechischen Wörtern dis für „zwei“ und stylos für „Griffel“ ableitet.

### Frucht und Samen
Die Fruchtstiele sind kürzer als 2 mm. Es werden holzige, 1 bis 1,3 cm lange, bräunliche und eiförmige Kapselfrüchte mit den langen Griffeln an der Spitze gebildet, die mit Sternhaaren flaumig bedeckt sind. Die zweifächerige Kapselfrucht enthält in jedem Fach nur einen Samen. Die Samen sind mit einer Länge 4 bis 5 mm eiförmig. Die Früchte reifen zwischen Juni bis August.

## Vorkommen
Die Heimat von Distylium racemosum sind die chinesischen Provinzen Fujian, Hainan und Zhejiang sowie Korea, Japan (Ryūkyū-Inseln) und Taiwan. Sie gedeiht in Wäldern in Höhenlagen zwischen 1000 und 1300 Meter. 

## Systematik
Die Gattung Distylium wurde 1835 mit der Typusart Distylium racemosum durch Philipp Franz von Siebold und Joseph Gerhard Zuccarini in Flora Japonica, 1, S. 179 aufgestellt und diese Art erstbeschrieben.

## Nutzung
Als Sunuke wird das Holz von Distylium racemosum bezeichnet, in Japan Isu no ki (蚊母樹) genannt. Es ist ein aus Japan stammendes, sehr langsam wachsendes Hartholz. Wegen seiner guten Eigenschaften (hohe Festigkeit) findet es bei der Herstellung japanischer Holzschwerter (Bokutō, Bokken) Verwendung. Aufgrund des langsamen Wachstums und der Seltenheit des Sunuke-Holzes ist der Anschaffungspreis relativ hoch. Sunuke wird aus dem Kernholz gewonnen.
Das harte, fein faserige dunkelbraune Holz ist sehr wertvoll. Es wird verwendet, um kleine Artikel und Musikinstrumente herzustellen. Die Holzasche wird zum Glasieren von Porzellan verwendet.

## Weitere Bilder

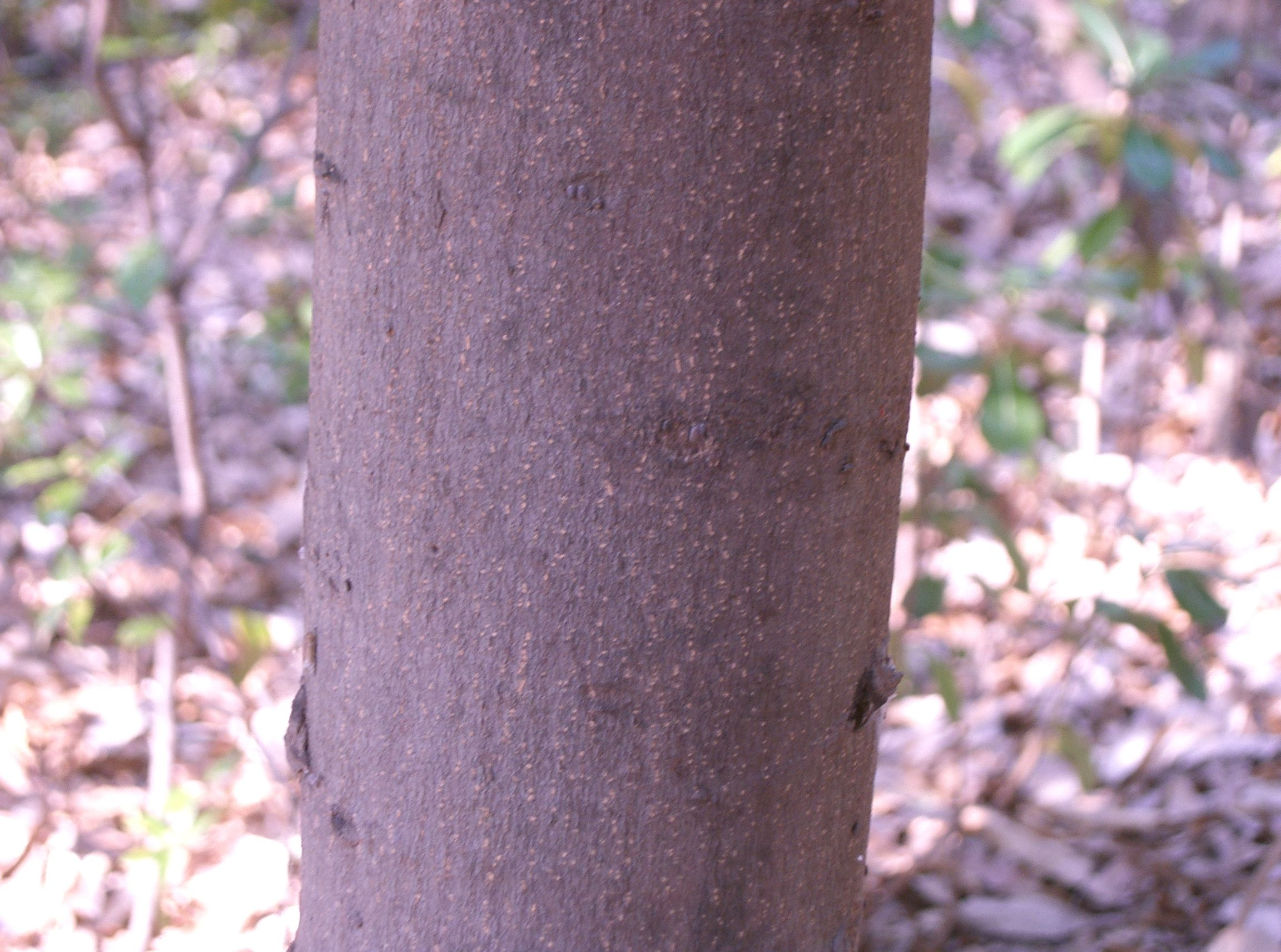
Stamm und Borke
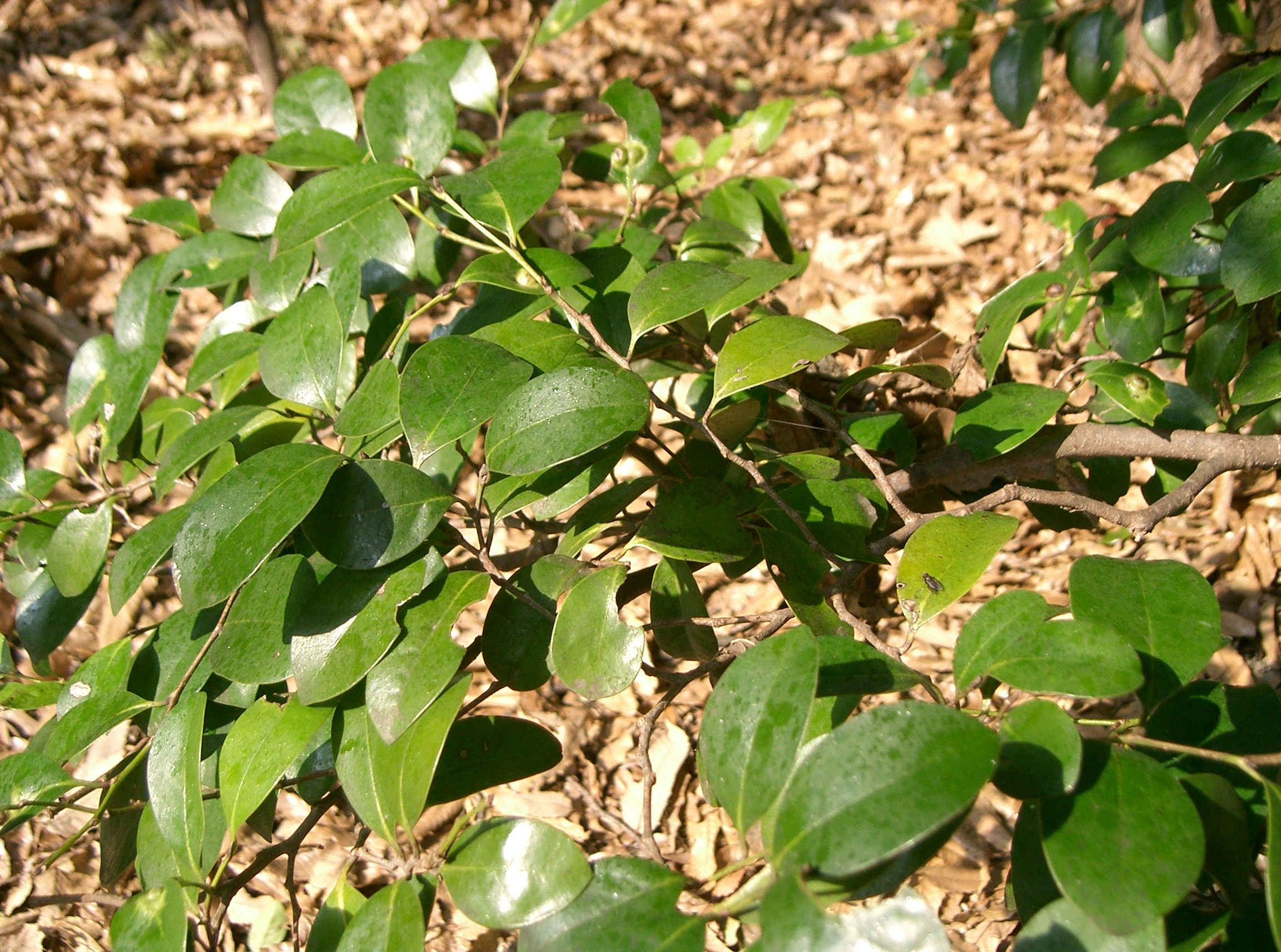
Zweige mit einfachen Blättern